# Ансбек
Ансбек (нем. Ahnsbeck) — община в Германии, в земле Нижняя Саксония.
Входит в состав района Целле. Подчиняется управлению Лахендорф. Население составляет 1676 человек (на 31 декабря 2010 года). Занимает площадь 20,59 км².
| Год  | Население |
| ---- | --------- |
| 1990 | 1173      |
| 1995 | 1282      |
| 2000 | 1479      |
| 2005 | 1664      |
| 2010 | 1695      |